# Vičegda
Vičegda (rus. Вычегда, komijski: Эжва, Ežva) - rijeka u europskom dijelu Rusije, pritok Sjeverne Dvine. Njena dužina je oko 1130 km.

## Porječje i tok rijeke
Njeno porječje obuhvaća ogroman prostor u Arhangelskoj oblasti i u Republici Komi, kao i manja područja u Kirovskoj oblasti i Permskom kraju.
Izvire oko 310 km zapadno od sjevernog Urala. Teče uglavnom prema zapadu, kroz Komi i Arhangelsku oblast. Najveći grad uz Vičegda je Syktyvkar, glavni grad Republike Komi.
Viled, Jarenga i Vim su među glavnim pritokama. Vičegda se ulijeva u Sjevernu Dvinu u Kotlasu u Arhangelskoj oblasti.

## Promet
Plovna je na oko 800 km. Od 1822., Vičegda se spaja na rijeku Kamu, pritoku Volge, preko Sjevernog Jekaterininskog kanala, koji se međutim, ne koristi od 1838.
Ljeti postoji redovna brodska linije između Kotlasa i Sojge.

## Povijest
Područje je izvorno bilo naseljeno Ugrofinskim narodima. Kasnije ga je kolonizirala Novgorodska Republika. Područje je bilo privlačno, zbog trgovanja krznom.

## Vanjske poveznice
|  | Zajednički poslužitelj ima još gradiva o temi Vičegda |